# St Cross College
Il St Cross College è uno dei collegi costituenti l'Università di Oxford. Fondato nel 1965, è riservato ai soli graduate students e fu creato per permettere di aumentare i posti disponibili all'università per gli studenti post laurea. Le principali strutture del collegio sono datate 1911-1926 anche se sono in stile gotico; un secondo quadrangle più moderno è stato completato nel 1993.

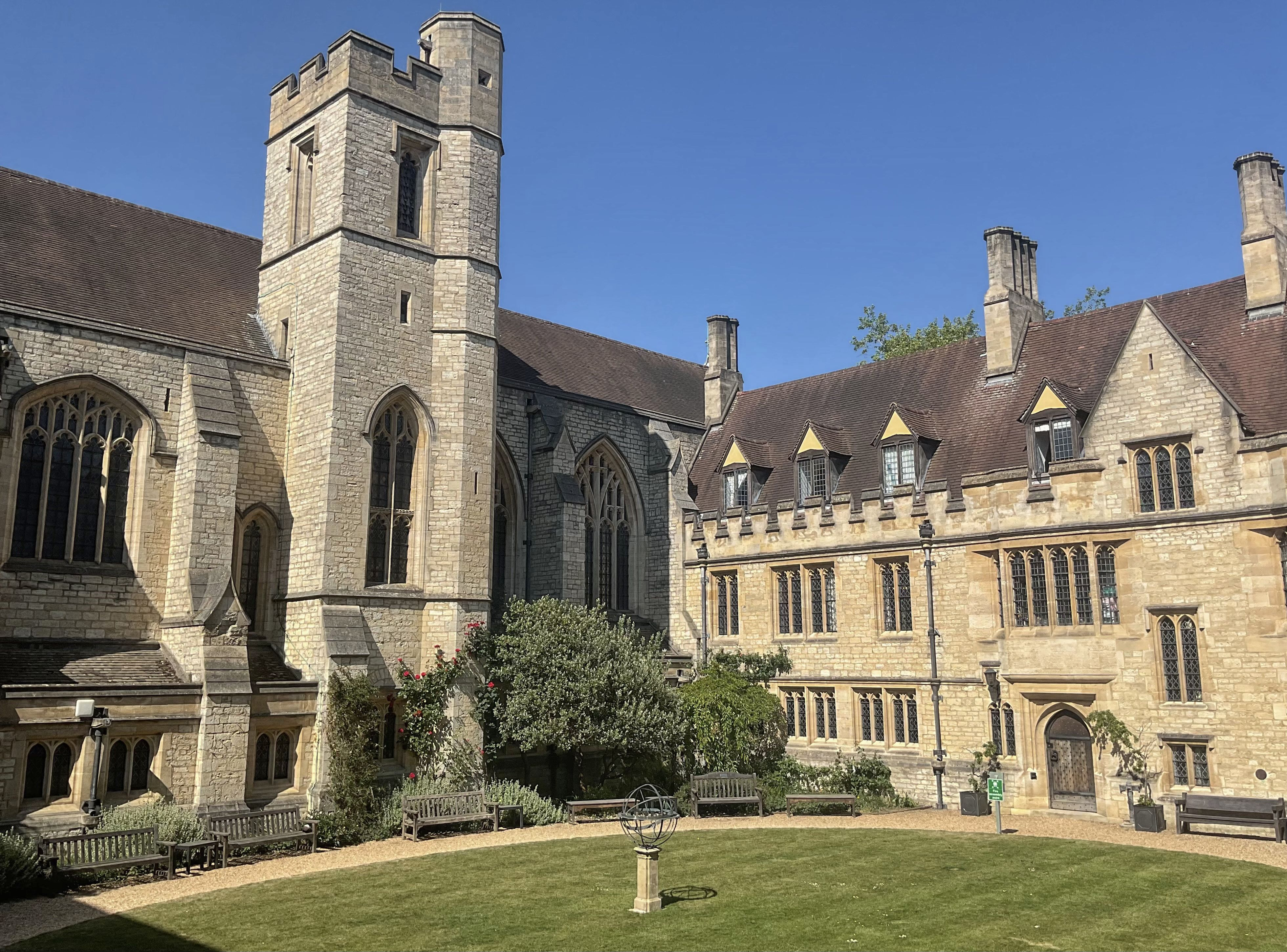
La prima corte del St Cross College